# TV Ceará
A TV Ceará (também conhecida pela sigla TVC) é uma emissora de televisão pública brasileira sediada em Fortaleza, capital do estado do Ceará, que opera no canal 5 (28 UHF digital) e retransmite as programações da TV Cultura e da TV Brasil. É administrada pela Fundação de Teleducação do Ceará (FUNTELC), órgão do governo estadual.
Inaugurada em 7 de março de 1974 como TV Educativa (TVE), a estação, mantida pela Fundação Educacional do Estado do Ceará (FUNEDUCE), tinha o propósito de ensinar alunos que cursavam o ensino fundamental em escolas públicas da região metropolitana de Fortaleza através de um sistema de teleducação nas salas de aula. A FUNTELC passou a administrar a emissora em 1979, e no início da década seguinte foi instalado por todo o Ceará um sistema terrestre com 150 retransmissoras, ampliando o alcance do sinal para estudantes de mais de duas mil escolas do estado. O sistema também contou, até os anos 1990, com um canal secundário para emissoras comerciais emitirem suas programações ao público do interior cearense.
A partir de 1987 a TVE alterou sua filosofia essencialmente educativa e começou a produzir programas culturais e jornalísticos, tornando-se vagamente uma emissora pública, e em 1993 adotou o nome TV Ceará em homenagem à emissora que operou em Fortaleza de 1960 a 1980. No decorrer dos anos, entre a criação de programas de diversos gêneros e investimentos em suas estruturas física e técnica, o sistema de teleducação foi modificado pelos governos vigentes até ser descontinuado em meados dos anos 2000.

## História

O primeiro logotipo da TVE continha o desenho de uma coruja, representando os educadores por ser a ave símbolo do conhecimento, que utilizava um chapéu de couro, acessório de vaqueiros do Nordeste brasileiro

O governo do estado do Ceará, sob a gestão de Plácido Aderaldo Castelo e por intermédio da Secretaria de Educação e Cultura, obteve em fevereiro de 1970 a outorga do canal 5 VHF de Fortaleza para fins educativos. Enquanto o prédio que sediaria a futura emissora no bairro Aldeota estava em obras, lideradas pelo engenheiro Arthur Torres de Mello, foi instituída em 18 de outubro de 1973, no governo de César Cals, uma lei estadual que criou a Fundação Educacional do Estado do Ceará e por sua vez a Televisão Educativa, administrada pelo Sistema de Teleducação do Estado.
As transmissões em caráter experimental de filmes em preto e branco foram iniciadas em 18 de fevereiro de 1974 com uma mensagem sobre os testes narrada pelo ator Ricardo Guilherme e eram assistidas apenas por alunos das escolas públicas estaduais. A TV Educativa foi inaugurada em 7 de março de 1974 numa solenidade onde estiveram presentes César Cals e o ministro da Educação Jarbas Passarinho. Em seu discurso, Cals enfatizou o objetivo da emissora: "[A televisão] por certo acabará com a inquietação que toma de todos nós aqui, qual seja ver centenas de jovens sem condições de receber um aprendizado condigno por falta de meios".
A primeira equipe da estação foi formada pelo pedagogo Geraldo Campos, que selecionou educadores e artistas oriundos do extinto departamento de dramaturgia da TV Ceará. O grupo realizou treinamentos em outros estados, como na visita à TV Educativa do Maranhão, que inspirou a emissora cearense. Os investimentos totais do governo estadual somaram entre oito e nove milhões de cruzeiros. Destinada aos alunos que cursavam da quinta à oitava séries do primeiro grau em escolas públicas, a programação tinha, além das teleaulas, telenovelas com conteúdo pedagógico para atrair os estudantes e era assistida nas salas de aula com o auxílio de orientadores. Inicialmente o sinal da estação alcançava oito cidades da região metropolitana de Fortaleza.
Sob a gestão do governador Virgílio Távora, foi criada em 22 de maio de 1979 a Fundação de Teleducação do Ceará, que tornou-se responsável pela administração da TVE. Ao final de seu mandato, no início da década de 1980, investiu-se em um sistema terrestre de retransmissão projetado pelo engenheiro elétrico Carlos Ernesto Pontes, que sobrevoou quase todo o Ceará num monomotor para escolher os pontos mais altos de zonas urbanas e rurais, onde foram instaladas torres com antenas de micro-ondas para emitir o sinal da emissora a 150 repetidoras, alcançando mais de duas mil escolas nos 184 municípios cearenses. A FUNTELC também bancou a retransmissão de estações comerciais para o interior do estado, seguindo uma estratégia do governo militar brasileiro de promover a integração nacional através da televisão.
A partir de 1987, com o início do governo de Tasso Jereissati, foram promovidas mudanças estruturais na TVE. Sob a direção do professor e pró-reitor da Universidade Federal do Ceará Marcondes Rosa, a emissora deixou a filosofia de não operar durante o período de férias escolares da rede pública e passou a produzir programas culturais e de educação informal para preencher a programação durante todo o ano, tornando-se vagamente uma estação pública. Em 1988 a emissora criou o Núcleo de Animação do Ceará para a produção de filmes, documentários e vinhetas para televisão.

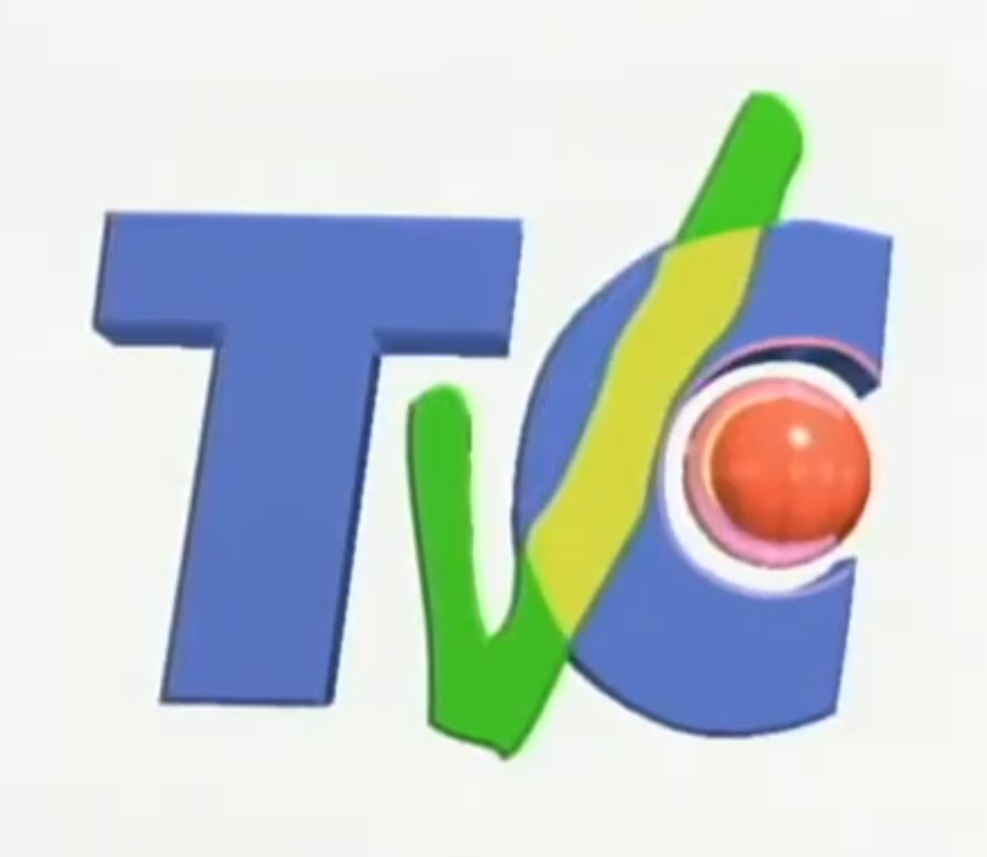
Versão do logotipo da TVC criado pelo publicitário Eduardo Odecio em 1993. A letra V tinha forma de mandacaru, cacto presente no semiárido nordestino, e a esfera vermelha na letra C representava seu fruto

A TVE começou a ser utilizada para consolidar a imagem das gestões de Tasso e, posteriormente, de Ciro Gomes, que assumiu em 1991 com o apoio do antecessor. Em seu governo o sistema de teleducação foi universalizado, deixando o cronograma que era executado desde a inauguração da emissora, com o argumento de aperfeiçoa-lo, aumentando o número de alunos matriculados. Educadores criticaram a medida alegando que atrapalhou o planejamento da supervisão nas salas de aula e que escolas implantaram a teleducação mesmo sem receber o sinal da TVE. A estação também teve seu nome modificado em 1993 para TV Ceará em homenagem à emissora extinta em 1980 e foi desvinculada da Secretaria da Educação para a Secretaria da Cultura e Desporto. Ficou definido ainda que o segundo canal da rede terrestre estadual seria ocupado por uma emissora comercial que vencesse uma licitação pública, contrariando dirigentes de estações que utilizavam o sinal para o interior gratuitamente.
A mudança de secretaria resultou na criação de novos programas culturais e telejornais, sendo implantada no jornalismo da TVC uma linha editorial que trataria assuntos de interesse público e não fosse mais "chapa-branca". No entanto a equipe formada por 120 profissionais que trabalhou neste departamento por dois anos foi desfeita por decisão do Tribunal de Contas do Estado do Ceará, que alegou não ter havido contratação por concurso público. Para solucionar o problema foram contratados, já no segundo governo de Tasso Jereissati, iniciado em 1995, estudantes de jornalismo como estagiários. A Secretaria da Administração Estadual autorizou primeiramente a seleção de três estagiários e depois, no terceiro mandato de Tasso, de mais três, que preencheram as vagas de apresentador e repórteres e planejavam chamadas, vinhetas e folders divulgando a programação da TVC. Os estudantes seriam depois contratados por emissoras comerciais de Fortaleza.
Ainda no segundo mandato do governador a equipe pedagógica da TVC foi desmembrada da de produção de programas. Sem sucesso nos protestos contra a decisão educadores solicitaram aposentadoria ou foram transferidos para a Secretaria da Educação Básica, enquanto seis professores permaneceram para colocar as teleaulas no ar. No mesmo período o fim do contrato de licitação com a emissora comercial permitiu que a FUNTELC utilizasse apenas um canal de rede com os equipamentos do segundo canal, desativado, e assim a emissora tivesse seu sinal emitido com mais qualidade por suas retransmissoras no estado.
No fim do terceiro mandato de Tasso, por volta de 2002, foi autorizado um investimento de cinco milhões de reais para a instalação de um sistema de captação via satélite, melhorando a recepção do sinal da TVC nas escolas e evitando que houvessem quedas por falta de energia nas retransmissoras. Mais dez milhões de reais também foram usados na compra de materiais pedagógicos da Fundação Roberto Marinho pela experiência com o programa de educação à distância Telecurso 2000, possibilitando a implantação de turmas de aceleração, formadas por adultos que não conseguiram estudar nos ensinos fundamental e médio e assistiam às aulas na faixa noturna da programação da emissora. Na época foram viabilizadas ainda novas receitas operacionais com o apoio da Secretaria da Cultura, garantindo à TVC a renovação de equipamentos de som e imagem e de informática, compra de fitas VHS para backup dos conteúdos pedagógicos, reformas na sede e criação de vinhetas e cenários para os programas, entre outros investimentos, além da assinatura de convênios com universidades públicas para a formação de profissionais. A emissora também pôde ingressar na Rede Pública de Televisão para conseguir recursos com a publicidade institucional do governo brasileiro.
O governo de Lúcio Alcântara, mandatário de 2003 a 2007, tentou sem êxito transferir a administração da TVC a uma organização social, ideia que chegou a ser um projeto de lei encaminhado pelo antecessor Tasso Jereissati para a Assembleia Legislativa do Estado do Ceará (ALECE), baseando-se no repasse da TV Educativa do Rio de Janeiro de uma fundação pública para uma associação privada no fim da década de 1990. Ainda no mandato de Alcântara, entre 2005 e 2006, a TVC descontinuou seu sistema de teleducação, sendo até então com a TVE Maranhão as únicas emissoras educativas no Brasil a exibirem teleaulas de forma regular.
No início de 2007, quando Cid Gomes assumiu o governo estadual, a TVC se encontrava com estrutura degradante, poucos funcionários, falta de transportes e apenas um cenário para todos os programas, além de quase todas as retransmissoras no interior estarem sem sinal e o contrato de afiliação à TV Cultura de São Paulo, à qual se associou em 1993, não ter sido renovado em virtude da situação da emissora. A TVC já retransmitia a TVE do Rio de Janeiro, que estava em processo de integração a uma nova rede pública nacional, e a SescTV, e recorreu também à TV Senado enquanto a rede não era inaugurada e a programação local estava em reformulação. Em dezembro entrou no ar a TV Brasil, e a TVC tornou-se uma de suas primeiras afiliadas.
Entre as mudanças realizadas sob a presidência do jornalista Guto Benevides, que assumiu o cargo no lugar do cineasta Glauber Filho, a TVC teve seu comando repassado da Secretaria da Cultura para a Casa Civil do governo. Por um acordo com a ALECE começou a transmitir suas sessões ao vivo e contratou seus jornalistas, além de produzir telejornais com o apoio da TV Assembleia e TV Fortaleza. Novos programas de diversos gêneros foram lançados e outros reformulados, contando com a renovação de cenários e bancadas, e o prédio da emissora foi reformado. Também na gestão de Benevides a TVC iniciou suas transmissões em sinal digital em Fortaleza. Com investimentos de treze milhões de reais, os testes pelo canal 28 UHF digital foram iniciados em 20 de julho de 2009, e o lançamento oficial ocorreu em 28 de agosto com a presença de políticos, entre eles Cid Gomes, empresários, artistas e comunicadores, tornando a emissora a terceira do Ceará e a primeira pública do Brasil com transmissão em alta definição.
Em 27 de setembro de 2017 a TVC, bem como outras emissoras da região metropolitana de Fortaleza, desligou seu sinal analógico pelo canal 5 VHF. Em 8 de janeiro de 2018 a emissora voltou a retransmitir a programação da TV Cultura numa afiliação mista com a TV Brasil. Em 2020, devido à paralisação das aulas nas escolas brasileiras em decorrência da pandemia de COVID-19, a TVC exibiu com a TV Assembleia programação educativa com aulas para estudantes de todo o ensino básico, numa iniciativa que fez parte do "Programa Vamos Aprender", criado para mitigar os efeitos da pandemia na aprendizagem dos alunos.
Em março de 2025 a TVC anunciou oficialmente a criação da TVC FM, depois renomeada para Rádio Ceará FM. Com um investimento de 2,5 milhões de reais, a estação de rádio é fruto de uma parceria entre a FUNTELC e a Empresa Brasil de Comunicação, mantenedora da TV Brasil, que recebeu a outorga da frequência modulada estendida de 87,1 MHz, lançada em novembro de 2024 retransmitindo a programação da Rádio Nacional de Brasília com o nome provisório Rádio Abolição. A TVC anunciou também a expansão de seu sinal pelo Ceará com a instalação de repetidoras em 26 municípios através da adesão do governo estadual ao programa Brasil Digital.